# Jos Gamuela Ngamunguela
Jos Gamuela Ngamunguela, né le 14 octobre 1998, est un athlète belge, spécialiste du saut en hauteur.

## Biographie
Jos Gamuela Ngamunguela est médaillé d'argent du saut en hauteur aux Championnats de Belgique d'athlétisme en salle 2024 au complexe sportif de Blocry de Louvain-la-Neuve. Il est membre du Royal Excelsior Sports Club Brussels (RESC) à Bruxelles.

## Records personnels

### En extérieur
| Discipline      | Performance | Date         | Lieu     |
| --------------- | ----------- | ------------ | -------- |
| Saut en hauteur | 2,11 m      | 1er mai 2023 | Oordegem |

### En salle
| Discipline      | Performance | Date            | Lieu             |
| --------------- | ----------- | --------------- | ---------------- |
| Saut en hauteur | 2,10 m      | 27 janvier 2024 | Louvain-la-Neuve |

## Palmarès
| Date | Compétition                                    | Lieu             | Résultat | Épreuve | Résultat |
| ---- | ---------------------------------------------- | ---------------- | -------- | ------- | -------- |
| 2024 | Championnats de Belgique d’athlétisme en salle | Louvain-La-Neuve | 2e       | Hauteur | 2,07 m   |